# Doina Ruști
Doina Ruşti (Comosteni, 15 de febrero de 1957) es una escritora, novelista, directora y productora rumana.

## Biografía
Doina Ruşti fue criada en una aldea en el sur de Rumanía por sus padres y profesores, luchando por sobrevivir en un mundo comunista.
Su sangre se adapta a ancestros que van desde montenegrinos hasta turcos, judíos y especialmente rumanos danubianos, todos con nombres largos que terminan en escu, la mayoría de los profesores, tenderos y comerciantes de caballos. El hogar de su infancia en Comosteni conservó las experiencias de un mundo de los balcánicos, recopiladas durante cientos años Archivado el 17 de julio de 2019 en Wayback Machine.. 
La juventud de Doina Rusti se pasó en una casa que había guardado las huellas de un pasado rico en eventos, carruajes, cofres y ropa de época, coronada por muchos libros y objetos que incitaron su imaginación. Sin embargo, este mundo había llegado brutalmente a su fin. Cuando tenía once años, su padre fue asesinado en circunstancias misteriosas, que aún no se han dilucidado hasta el día de hoy. La inseguridad, la opresión, las reglas absurdas y el caos instalados al final del comunismo se mezclaron con el fantástico universo de una aldea gobernada por cuentos de fantasmas, hierofanías y fuerzas subterráneas, y este escenario dramático y mágico inspiró la novela Fantoma din moară (El fantasma del molino). Por esta novela, fue galardonada con el Premio de la Unión de Escritores de Rumania.

## Trabajo
Considerada una de las voces femeninas de la literatura contemporánea, Doina Rusti tiene una amplia variedad de temas cubiertos en sus novelas con una construcción sistemática. Algunos de sus libros fueron traducidos a idiomas internacionales.
Su novel Lizoanca, 2009, 2017 estuvo otorgado el “Ión Creangă” Premio de La Academia de rumano. Esté remarcado como "una de las más potente novelas rumanas contemporáneas", del punto de vista de sus temas y construcción de tipología (según Paul Cernat, Gelu Ionescu). En su publicación, Lizoanca causó debates, cuando traiga a la atención del público la historia de un niño casi unánimemente acusado de las atrocidades cometidas por los acusadores. Traducido a alemán, español, italiano, húngaro, la novela tuvo revisiones y debates en tabú temas, como pedofilia, abuso doméstico, el asunto de niños con padres incompetentes (Marina Freier y Magyar Nemzet). Por eso, el tema de la decadencia familiar como una institución es recurrente en todas las novelas escritas por Doina Rusti.
Su best seller Manuscrisul fanariot (El Manuscrito de Fanarioto, 2015, 2016, 2017), el cual hació una novela de una historia de amor del siglo XVIII, estuvo seguido por Mâța Vinerii (El Libro de Platos Arriesgados, 2017), un cuento sobre hechiceros y recetas culinarias mágicas, traducidos a alemanes, español y húngaro. Estos dos libros proporcionan una perspectiva sobre un período histórico controvertido: el siglo XVIII de las fanariotas. El estilo aburrido, la superposición poética y la fluidez narrativa son los sellos distintivos de estos dos libros. También es autora de la novela Omulețul roșu (El Hombrecito Rojo, 2004, 2012), que ganó el premio de la revista Convorbiri Literare y recibió el multi-premiado Zogru(2006, 2015). La novela fue traducida al Italiano, búlgaro, húngaro y español.

## Novelas
- Logodnica / La Prometida, Polirom, 2017
- Mâța Vinerii / The Book of Perilous Dishes, Polirom, 2017
- Lizoanca [ro], Polirom, Parte superior 10+, 2017
- Manuscrisul fanariot, (El Manuscrito de Fanarioto) Polirom, 2015, 2016[9]
- Zogru, Polirom, 2013
- Mămica la două albăstrele (La Historia de un Adúltero), Ed. Polirom, 2013
- Patru bărbaţi plus Aurelius (Cuatro Hombres y Aurelius), Ed. Polirom, 2011
- CămaşUn în carouri și alte 10 întâmplări din alboroto București (La camisa a cuadros y otros 10 episodios de Bucarest), Ed. Polirom, 2010
- Lizoanca la 11 ani (Lizoanca a la Edad de Once), Ed. Trei, 2009
- Fantoma din moară (El Fantasma del Molino), Ed. Polirom, 2008.
- Zogru, Ed. Polirom, Iaşi, 2006, 2013
- Omuleţul roşu (El Hombrecito Rojo), Ed. Vremea, Bucarest, 2004.

## Premios literarios
- El Ion Creangă Premio de la Academia de rumanos por la novela "Lizoanca a la Edad de Once", 2009[10]
- El Premio de la Unión de Escritores de Rumanía por la novela "El Fantasma del Molino", 2008[11]
- La Medalla Dorada de Schitul Darvari, por su actividad literaria. 2008
- El Premio de la Asociación de Escritores de la Bucarest por la novela "Zogru", 2007